# Piotr Najsztub
Piotr Najsztub (ur. 24 lutego 1962 w Żninie) – polski dziennikarz i publicysta.

## Życiorys

### Młodość
Ma siostrę. W dzieciństwie uczył się malarstwa.
Absolwent LO w Żninie (1981) i grafiki na PWSSP w Poznaniu (1988).

### Kariera dziennikarska
W latach 1990–1996 był dziennikarzem w „Gazecie Wyborczej”. Pisał m.in. reportaże śledcze.
W latach 1997–1999 prowadził wraz z Jackiem Żakowskim program Tok Szok, który początkowo był emitowany w TVP2 (1997), a potem w Polsacie (1998–1999). Od października 2006 program był emitowany w TV4 pod nazwą Tok2Szok, a od marca 2007 również na antenie Antyradia. W 2007 byli nominowani do nagrody „Wiktora” w kategorii „twórca najlepszego programu telewizyjnego”.
Wraz z Jackiem Żakowskim prowadził audycję Rozmowy podsłuchiwane w RMF FM. W 2007 prowadził felietony w ramach pasma ObserWAWAtor w Radiu Wawa, a od 2013 prowadzi audycję Prawda nas zaboli w Tok FM.
W latach 2001–2002 był zastępcą redaktora naczelnego dwutygodnika „Viva!”. W 2002 został dyrektorem kreatywnym, a następnie – redaktorem naczelnym tygodnika „Przekrój”. W 2003 odebrał tytuł „redaktora naczelnego roku” przyznany przez magazyn „Media i Marketing Polska”. W 2004 został uznany „człowiekiem roku” w konkursie Media Trend, a także był nominowany do nagrody im. Dariusza Fikusa w kategorii „twórcy mediów”. W czerwcu 2006 odszedł z „Przekroju”, by objąć stanowisko dyrektora kreatywnego w wydawnictwie Edipresse Polska. W 2009 był nominowany do nagrody MediaTorów w kategorii „NawigaTor”. Przeprowadzane przez niego wywiady ukazywały się na łamach czasopism: „Przekrój” (2002–2010), „Viva!” (od 2006), „Wprost” (2010–2013) i „Newsweek Polska” (od 2014).
W 2001 współprowadził reality show Polsatu Dwa światy. Od września 2004 do czerwca 2005 prowadził program TVN Najsztub pyta. W 2005 był nominowany do Telekamery w kategorii „talk show”. W 2006 prowadził program TVP2 Pasażer. W 2011 został redaktorem naczelnym magazynu TVP2 Redakcja kultury. W 2012 wraz z Pawłem Królikowskim prowadził talk show TV4 Mała czarna. Od września 2012 prowadzi program Najsztub słucha na antenie TVN Style. W 2017 podjął współpracę z portalem Onet.pl, dla którego prowadził internetowy talk show Miło/ść, koprodukowany z Zoom TV. Miał być również prowadzącym programu Czas na zasady, jednak portal zrezygnował ze współpracy po tym, gdy w październiku 2017 dziennikarz nie mając prawa jazdy, OC i ważnego przeglądu potrącił na pasach 77-letnią kobietę.
Zasiadał w Radzie Fundacji „Charytatywny Bal Dziennikarzy”.

### Pozostałe przedsięwzięcia
Współtworzył scenariusz serialu TVP2 Czwarta władza (2004). Zagrał Ochmistrza w charytatywnym spektaklu telewizyjnym Kopciuszek (2005) w reżyserii Krystyny Jandy.
Wystąpił w kampaniach społecznych organizacji WWF: „Detox” (2005) i „Godzina dla Ziemi” (2010), a także w kampanii wizerunkowej Tok FM (2016) i spocie reklamowym marki herbacianej Lipton (2007). Wziął udział w proekologicznym programie TVN S.O.S. dla świata (2011).
Był jednym ze „100 najpopularniejszych gwiazd polskiego show-biznesu” według danych magazynu „Forbes Polska” w 2007 i 2009; jego wizerunek został wyceniony przez reklamodawców: w 2007 na 280 tys. zł (90. miejsce) i w 2009 na 273 tys. zł (92. miejsce).
Był współwłaścicielem warszawskiej restauracji Przegryź.

## Życie prywatne
Był dwukrotnie żonaty. Z pierwszą żoną, z którą rozwiódł się w 1983, mają dwie córki: Urszulę i Agatę. Jego drugą żoną była Sylwia Skóra, z którą też się rozwiódł. W 2011 związał się z młodszą o 23 lata pisarką Katarzyną Sarnowską.

## Kontrowersje
Mając 16 lat stanął przed sądem dla nieletnich za próbę włamania się do sklepu. Trzy lata później został na kilka miesięcy pozbawiony wolności za kolportowanie ulotek podczas stanu wojennego.
W 2007 do Sądu Okręgowego w Piotrkowie Trybunalskim wysłano akt oskarżenia wobec Arkadiusza W. i Pawła G., gangsterów związanych z gangiem pruszkowskim, którzy mieli nakłaniać do zabójstwa Piotra Najsztuba „z użyciem broni palnej”. Dziennikarz nie uczestniczył w procesie. W czerwcu 2008 gangsterzy zostali ukarani pozbawieniem wolności na 7 i 8 lat, zaś w czerwcu 2009 Sąd Apelacyjny w Łodzi zmniejszył wymiar kary do 5 i 6 lat.
W 2007 wraz z dziennikarzem Cezarym Łazarewiczem zostali oskarżeni o znieważenie prokuratora Grzegorza Talarka słowem „poDUPAdły”, którym zatytułowany był jeden z artykułów opublikowanych w 2005 na łamach „Przekroju”, którego Najsztub był ówczesnym redaktorem naczelnym. Dziennikarzom groziło do roku więzienia, wykonywanie prac społecznych lub grzywna. Wcześniej, tj. w 2006 sąd umorzył sprawę na wniosek Trybunału Konstytucyjnego. Przez Sąd Rejonowy dla Warszawy-Śródmieścia został 21 stycznia 2007 uznany winnym „nieumyślnego dopuszczenia jako redaktor naczelny do opublikowania materiału prasowego zawierającego znamiona przestępstwa”, jednak sprawę umorzono z powodu „znikomego stopnia szkodliwości społecznej”.
W czerwcu 2013 Stowarzyszenie Pamięci Powstania Warszawskiego skierowało skargę do KRRiT przeciwko Piotrowi Najsztubowi i Tomaszowi Piątkowi, którzy w trakcie audycji Prawda was zaboli w radiu Tok FM mieli „żartować z autentycznych wierszy żołnierzy AK”, które zostały zgłoszone do konkursu poetyckiego zorganizowanego w sierpniu 1944 przez Tadeusza Schollenbergera, dowódcę III Rejonu VI Obwodu AK Praga. Dyrekcja radia wydała komunikat do mediów, w którym przeprosiła za żarty dziennikarzy.
W styczniu 2017 został skrytykowany za umieszczenie na profilach na Facebooku i Twitterze wpisu, w którym określił mieszkańców południowej Polski mianem „owco- i jagnioje*ców”. Jak wyjaśnił, wpisy miały na celu „poruszenie sumień Polaków”, którzy w negatywny sposób wypowiadają się na temat imigrantów politycznych.
5 października 2017 w Konstancinie-Jeziornie potrącił przechodzącą po pasach 77-letnią kobietę. Prowadził samochód, mimo zatrzymania prawa jazdy w 2009. Pojazd nie posiadał ważnego przeglądu technicznego oraz aktualnego ubezpieczenia OC. Mimo upływu dziewięciu lat odpowiedni urząd nie wydał decyzji o cofnięciu mu uprawnień do kierowania pojazdami mechanicznymi. Oskarżony nie przyznał się do winy i odmówił składania wyjaśnień. Sąd w Piasecznie wymierzył dziennikarzowi karę grzywny w wysokości 6 tys. zł, a także 10 tys. zł nawiązki dla nieżyjącej już wówczas pokrzywdzonej oraz zobowiązał do pokrycia blisko 6 tys. zł kosztów sądowych. 18 czerwca 2019 sąd uniewinnił Najsztuba od zarzucanych mu czynów, uznawszy, że dziennikarz „zachował należytą ostrożność”, zwalniając (według biegłych) do prędkości 17-25 km/h, a winę za wypadek ponosi piesza, która powinna zachować większą ostrożność przy przechodzeniu przez pasy. Sąd oddalił wszystkie ustalenia prokuratury. Dziennikarz może prowadzić pojazdy, ponieważ ponownie zdał egzamin na prawo jazdy.